# Pelo Madueño
Pelo Madueño, pseudonimo di Jorge Enrique Madueño Vizurraga, alias Pelo Parao', Coyote, Loro Drogo (Lima, 8 marzo 1968), è un cantautore, cantante, attore, musicista, produttore discografico e presentatore peruviano.

 
Come attore ha fatto parte del Pataclaun nella sua stagione teatrale ed ha partecipato a film peruviani, come Ciudad de M, attualmente conduce il programma Radio BBVA su Radio Oxígeno. Batterista delle rock band underground Narcosis (1984-1986) e Eructo Maldonado (1986-1988). Nel 1988 fa parte della band di Miki González come batterista con il quale si allontana dal punk rock e si avventura nel pop rock. Nel 1992 forma la band La Liga del Sueño, come cantante, chitarrista e percussionista e con la quale è riuscito a raggiungere un livello di diffusione nazionale. La band ha pubblicato tre album in studio. È stato produttore di gruppi come Madre Matilda, Camarón Jackson e Vez Tal Ves. Dopo lo scioglimento de La Liga del Sueño nel 2000 iniziò una carriera da solista.

## Carriera con Narcosis
Nel 1984, all'età di 16 anni, faceva parte della band di rock underground Narcosis come batterista insieme a Wicho García, voce e Fernando «Cachorro» Vial chitarra. Con Narcosis lancia il tema "Primera dosis", lo stesso che viene ristampato su CD nel 2000. Di taglio ribelle e rigorosamente punk, il gruppo si sisgrega nel 1986 dopo il concerto "Acto de Magia". Sempre nel 1985 insieme a Rafael Hurtado e Félix Torrealva forma il gruppo rock underground Eructo Maldonado, di cui si mettono in evidenza le canzoni Mejor mejora un general, A la gorda dile no e Venga a vivir a Ayacucho.

## Dopo Narcosis e prima di La Liga del Sueño
Nel 1986, dopo lo scioglimento di Narcosis, fu invitato a suonare la batteria con la band di Eructo Maldonado, con cui pubblicò gli album "Qué pachó?" (1986) e "Rómpele la pechuga!" (1988). Allo stesso tempo, inizia ad apparire in alcuni programmi televisivi e si allontana dal rock underground. Nel 1987, durante alcune sessioni di registrazione, Pelo incontra Miki González, che lo invita a far parte della sua band come batterista, una delle band più famose e innovative del pop rock a quel tempo. Con la band di Miki González registra l'LP "Tantas veces" (1987) e "Nunca les creí" (1989).

## Carriera con La Liga del Sueño
Nel 1991 si unisce ad altri amici artisti, principalmente di rock underground, e dopo aver sperimentato con diverse impostazioni e sonorità, iniziano a esibirsi a Lima e nelle province. Questo fu il progetto in cui diede forma alle sue composizioni ed alle sue preoccupazioni artistiche, si chiamava La Liga del Sueño e con diverse formazioni nel corso della sua storia, la band ha pubblicato Al derecho y al reverse (1994), Por Tierra (1996). Nel 1998 hanno firmato con la Sony-Columbia Records e registrato il loro terzo album, Mundo Cachina.

## Carriera come solista
Dopo la pausa dalla Liga del Sueño nel 2000, si reca in Spagna, quindi pubblica il suo primo album da solista nel luglio 2004 dal titolo Ciudad Naufragio lanciando come primo singolo il brano "Alma de 80's", che presentò con un video registrato nelle strade di Madrid. In questo album si distingue la canzone "Nuestro secreto" cantato in duetto con Joaquín Sabina.
Nel settembre 2008 uscì il suo secondo album intitolato No te salves e il primo singolo pubblicò la canzone "Es hora".
Nel marzo 2009 formò con Gian Marco, Marcello Motta, Joaquín Mariátegui e Daniel F un gruppo chiamato El Enredo, nel quale si esibiva per beneficenza. In maggio presentò The Lovecats, progetto musicale che ricreava canzoni rock in versione jazz. Nel mese di luglio pubblicò il secondo singolo dal titolo "No hay estrellas en el mar", che ebbe il secondo clip video del disco, sotto la direzione di Tito Köster, girato in formato cinema, in bianco e nero ed era co-interpretato da Andrea Iglesias; per alcune scene video si usarono le strutture del Gran Hotel Bolivar. Nel mese di ottobre partecipò alla Movistar Expo Rock tenutosi a Chiclayo. Nel marzo 2010 pubblicò il terzo singolo estratto dall'album intitolato "Amiga". Il 13 novembre suonò nel Jardín de la Cerveza, un evento tenutosi a Arequipa, con Andrés Calamaro e Jhovan Tomasevich.

## Discografia
- Ciudad Naufragio (2004)
- No te salves (2009)
- Nivel nacional (2012)
- 20 años al borde (en vivo) (2016)

### Video musicali
- Alma de 80's - 2004
- Nuestro secreto - 2006
- Es hora - 2008
- No hay estrellas en el mar - 2009
- Amiga - 2010
- No te salves - 2011
- Calavera reguetón - 2012
- Es por amor - 2012
- Arena y blue - 2013

#### Liga del Sueño
- Disco al derecho y al reves (1994)
- Mala sangre
- Disco por tierra (1996)
- La peor de las guerras
- Disco Mundo cachina
- Semilla negra
- No es amor

## Attualità
Madueño ha tenuto un concerto il 20 giugno 2016 nel grande teatro nazionale di Lima con un tutto esaurito, il cui album e DVD hanno avuto il nome di Al borde celebrando 20 anni di musica con una fantastica cornice la cui notte era piena di sorprese, con interpretazioni di canzoni del suo periodo nella Liga del Sueño e anche le canzoni dei suoi album come solista.
Al momento, Madueño conduce un programma su Radio Oxigeno.

## Artisti correlati
- La Liga del Sueño
- Narcosis
- Eructo Maldonado
- Miki González
- Los Inocentes
- Madre Matilda
- Joaquín Sabina
- Christian Meier
- Mikel Erentxun
- Del Pueblo… Del Barrio
- Ves Tal Vez
- Nosequien y Los Nosecuantos
- Óscar Avilés
- Daniel F
- Bareto
- Marcello Motta
- El Enredo
- Pedro Suárez-Vértiz
- Dolores Delirio
- Gala Briê
- Pamela Rodríguez
- Chaqueta Piaggio